# Miroslav Mentel
Miroslav Mentel (født 2. december 1962) er en tidligere slovakisk fodboldspiller.
Han har spillet for flere forskellige klubber i sin karriere, herunder Urawa Reds.